# Fliegerstaffel 9

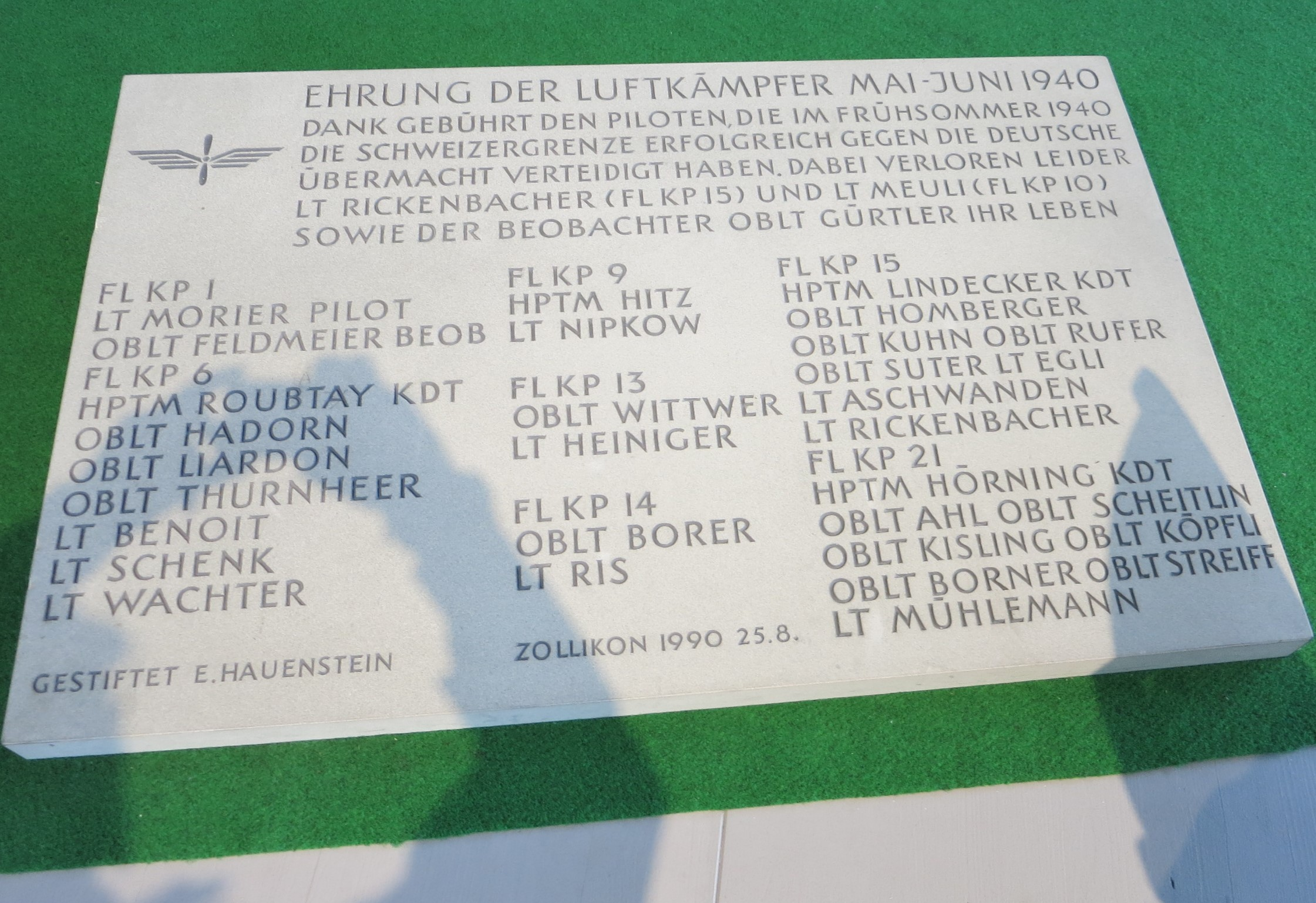
Luftkämpfe Mai Juni 1940

Die Fliegerstaffel 9 war eine zuletzt mit de Havilland DH.112 Venom Kampfflugzeugen ausgerüstete Fliegerstaffel der Schweizer Luftwaffe. Ihre Heimatbasis bei der Auflösung war der Militärflugplatz Sion. Die Fliegerstaffel 9 trug als Wappen die Seitenansicht einer roten Hexe die auf einem roten Besen reitet. Auf einem rechteckigen dunkelblauem Hintergrund. Die Hexe und der Besen waren ohne Rundungen gezeichnet (abgesehen vom schwarz / weissen Auge der Hexe). Unter der Hexe steht mit weisser Schrift Fliegerstaffel. Rechts oben ist eine weisse, eckige Ziffer 9.

## Geschichte
Die Fliegerkompanie 9 wurde 1925 gegründet und bis 1936 mit Fokker CV ausgerüstet. Diese wurden durch Dewoitine D-27 ersetzt, die bis 1940 bei dieser Einheit im Dienst waren. 1940 folgten dann die Messerschmitt Me 109 und Morane D-3801. Im Jahr 1945 wurde das Fliegende Personal der Fliegerstaffel 9 zugeteilt. Die Propellerflugzeuge wurden bei der Fliegerstaffel 9 ab 1947 abgegeben. Ab 1950 war die Staffel mit dem Jetfugzeug De Havilland D.H. 100 Vampire ausgerüstet. Die De Havilland DH.100 Vampire wurde 1967 durch die De Havilland DH.112 Venom abgelöst. Die Fliegerstaffel 9 flog bis zu deren Deaktivierung im November 1982 die DH.112 Venom. Ihre Aufgabe Bestand ab den 70er Jahren in der Erdkampf-Ausbildung von Jungpiloten, bevor diese in die Hunter Frontstaffel übertraten. 
Formell erfolgte die Auflösung der Fliegerstaffel 9 im Jahr 1994.

## Flugzeuge
- Fokker CV
- Dewoitine D-27
- Morane D-3801
- Messerschmitt Bf 109
- de Havilland DH.100 Vampire
- de Havilland DH.112 Venom